# 印刷工站 (柳布林諾-德米特羅夫線)
印刷工站（羅馬化：Pechatniki）是莫斯科地鐵柳布林諾－德米特羅夫線的一個車站，開通於2005年12月28日。站名來自於印刷工小區。車站的設計者是Yuri Orlov和A.Nekrasov。

## 外部連結
- （俄文） Mymetro.ru
- （俄文） news.metro.ru （页面存档备份，存于）
- （俄文）
- （俄文） msk_pechatniki.livejournal.com LJ-community
- （英文） KartaMetro.info — Station location and exits on Moscow map (English/Russian)